# Sosnovskoïe (oblast de Nijni Novgorod)
Sosnovskoïe (Сосно́вское) est une commune de type urbain située en Russie dans l'oblast de Nijni Novgorod et le centre administratif du raïon (arrondissement) du même nom et de la municipalité du village ouvrier de Sosnovskoïe (nom formé d'après le mot sosna qui signifie pin).

## Géographie
La bourgade se trouve à 22 km au sud de la gare ferroviaire Metallist de la ville de Pavlovo et à 98 km au sud-ouest de Nijni Novgorod.

## Histoire
Le village est fondé au XVIe siècle. Dès le début du XVIIe siècle, et de plus en plus à partir de la fin du XVIIIe siècle, les métiers de la métallurgie, notamment la fabrication d'outils, se développent à Sosnovskoïe qui devient le siège administratif d'une volost. La zone est peu agricole en raison de la pauvreté du sol acide. Il reçoit le statut de commune de type urbain en 1938.

## Population
| 1959  | 1970  | 1979  | 1989  | 2002  | 2010  |
| ----- | ----- | ----- | ----- | ----- | ----- |
| 6 188 | 8 191 | 8 770 | 9 187 | 9 207 | 8 746 |

| 2012  | 2015  | 2019  | 2021  | - | - |
| ----- | ----- | ----- | ----- | - | - |
| 8 588 | 8 350 | 8 194 | 8 456 | - | - |

## Économie
Usines: 
- PAO Metallist (production d'instruments et d'outillages de métal),
- ОАО Sosnovskagropromtekhnika (production de pièces automobiles en caoutchouc, plastiques et métaux non ferreux)[3].

## Église du Sauveur
La bourgade dispose de l'église du Sauveur qui propose une école du dimanche pour la catéchisation. Elle dépend depuis 2012 de l'éparchie de Vyksa.